# Olympische Jeugdwinterspelen 2012 - Biatlon-langlaufestafette
De gemengde biatlon-langlaufestafette tijdens de Olympische Jeugdwinterspelen 2012 vond plaats op zaterdag 21 januari 2012. 
Als eerste legde de biatlete een parcours af van drie ronden van twee kilometer, vervolgens liep de langlaufster twee keer een ronde van twee kilometer. Daarna ging de biatleet van start voor drie keer 2,5 km en tot slot de langlaufer twee keer 2,5 km. Alle landen gingen tegelijkertijd van start. De biatlonregels waren gelijk aan die van een biatlonestafette; elk had vijf schoten en drie reservepatronen en de strafronde was 150 meter lang.

## Uitslag
| #      | Land/Namen                                                                                      | Straf (L+S)              | Tijd                                      | Verschil |
| ------ | ----------------------------------------------------------------------------------------------- | ------------------------ | ----------------------------------------- | -------- |
| Goud   | Duitsland Franziska Preuss Victoria Carl Maximilian Janke Christian Stiebritz                   | 1+6 0+0 0+1 - 1+3 0+2 -  | 1:04.23,4 18.16,8 10.23,9 23.06,3 12.36,4 | 0,0      |
| Zilver | Rusland Uliana Kaysheva Anastasia Sedova Ivan Galushkin Alexander Selyaninov                    | 2+9 1+3 1+3 - 0+1 0+2 -  | 1:05.22,5 20.49,0 9.57,9 22.34,8 12.00,8  | +59,1    |
| Brons  | Verenigde Staten Anna Kubek Heather Mooney Sean Doherty Patrick Caldwell                        | 0+5 0+1 0+2 - 0+1 0+1 -  | 1:05.23,0 20.27,1 11.09,3 21.29,6 12.17,0 | +59,6    |
| 4      | Zwitserland Aita Gasparin Nadine Faehndrich Kenneth Schoepfer Jason Rueesch                     | 0+5 0+2 0+1 - 0+2 0+0 -  | 1:05.36,0 19.54,8 10.49,7 22.46,3 12.05,2 | +1.12,6  |
| 5      | Frankrijk Lea Ducordeau Constance Vulliet Fabien Claude Thomas Chambellant                      | 0+5 0+1 0+2 - 0+1 0+1 -  | 1:06.01,9 19.58,4 11.46,4 21.40,1 12.37,0 | +1.38,5  |
| 6      | Zweden Lotten Sjoden Jonna Sundling Niklas Forsberg Marcus Ruus                                 | 0+9 0+2 0+3 - 0+2 0+2 -  | 1:06.07,9 20.31,9 10.41,8 22.31,1 12.23,1 | +1.44,5  |
| 7      | Oostenrijk Julia Reisinger Lisa Unterweger Michael Pfeffer Alexander Gotthalmseder              | 2+5 0+0 0+1 - 0+1 2+3 -  | 1:06.22,9 19.49,5 10.46,5 23.02,0 12.44,9 | +1.59,5  |
| 8      | Estland Meril Beilmann Kelly Vainlo Rene Zahkna Andreas Veerpalu                                | 0+4 0+1 0+1 - 0+1 0+1 -  | 1:06.37,7 20.32,6 11.40,2 21.43,6 12.41,3 | +2.14,3  |
| 9      | Noorwegen Kristin Sandeggen Silje Theodorsen Kristian Andre Aalerud Chrisander Skjoenberg Holth | 3+6 0+0 0+2 - 3+3 0+1 -  | 1:06.46,2 20.00,0 10.30,4 23.40,5 12.35,3 | +2.22,8  |
| 10     | Kazachstan Galina Vishnevskaya Alexandra Kun Ruslan Bessov Sergey Malyshev                      | 4+8 2+3 0+1 - 0+1 2+3 -  | 1:06.47,8 19.53,1 11.34,1 23.35,5 11.45,1 | +2.24,4  |
| 11     | Italië Lisa Vittozzi Alice Canclini Xavier Guidetti Manuel Perotti                              | 0+7 0+2 0+2 - 0+2 0+1 -  | 1:07.05,7 20.29,4 11.19,5 22.34,0 12.42,8 | +2.42,3  |
| 12     | Tsjechië Jessica Jislova Petra Hyncicova Adam Vaclavik Petr Knop                                | 3+8 0+0 1+3 - 0+2 2+3 -  | 1:07.34,5 20.31,5 11.16,3 23.28,4 12.18,3 | +3.11,1  |
| 13     | Canada Danielle Vrielink Maya Macisaac-Jones Stuart Harden Matthew Saurette                     | 0+4 0+1 0+0 - 0+0 0+3 -  | 1:08.10,9 20.43,2 11.08,6 23.18,9 13.00,2 | +3.47,5  |
| 14     | Oekraïne Anastasiya Merkushyna Oksana Shatalova Maksym Ivko Oleksii Krasovskyi                  | 4+10 0+1 1+3 - 2+3 1+3 - | 1:08.48,9 20.15,3 11.06,2 24.44,0 12.43,4 | +4.25,5  |
| 15     | Wit-Rusland Liudmila Kiaura Ina Lukonina Viktar Kryuko Maksim Hardzias                          | 1+8 0+1 1+3 - 0+2 0+2 -  | 1:09.32,7 22.22,6 11.14,8 22.28,7 13.26,6 | +5.09,3  |
| 16     | Slovenië Eva Urevc Anamarija Lampic Miha Dovzan Miha Simenc                                     | 4+9 1+3 3+3 - 0+2 0+1 -  | 1:10.10,0 22.46,1 10.42,0 23.30,2 13.11,7 | +5.46,6  |
| 17     | Slowakije Ivona Fialkova Barbora Klementova Ondrej Kosztolanyi Andrej Segec                     | 1+10 0+1 1+3 - 0+3 0+3 - | 1:10.14,7 22.20,5 10.55,5 24.20,8 12.37,9 | +5.51,3  |
| 18     | Polen Beata Lassak Urszula Letocha Jakub Topor Dawid Bril                                       | 4+6 0+1 4+3 - 0+1 0+1 -  | 1:11.40,6 23.30,6 11.29,2 23.46,2 12.54,6 | +7.17,2  |
| 19     | Finland Jenny Ingman Katri Lylynpera Antti Repo Joonas Sarkkinen                                | 5+10 1+3 4+3 - 0+3 0+1 - | 1:12.28,6 24.55,0 11.03,5 23.56,2 12.33,9 | +8.05,2  |
| 20     | Bulgarije Mariela Georgieva Kameliya Ilieva Radi Palevski Simeon Deyanov                        | 4+11 3+3 0+3 - 1+3 0+2 - | 1:14.00,5 23.47,6 11.59,0 25.18,5 12.55,4 | +9.37,1  |
| 21     | Roemenië Iulia Ioana Tigani Simona Ungureanu Marius Petru Ungureanu Florin Daniel Pripici       | 2+10 1+3 0+2 - 1+3 0+2 - | 1:14.33,5 23.47,1 11.59,9 25.51,9 12.54,6 | +10.10,1 |
| 22     | Litouwen Gaudvile Nalivaikaite Kristina Kazlauskaite Arnoldas Mikelkevicius Jaunius Drusys      | 3+9 2+3 0+2 - 0+1 1+3 -  | 1:14.57,8 24.32,0 11.46,5 24.55,3 13.44,0 | +10.34,4 |
| 23     | Letland Gunita Gaile Zane Eglite Linards Zemelis Arnis Petersons                                | 0+6 0+2 0+2 - 0+1 0+1 -  | 1:17.29,0 25.15,8 13.54,3 24.31,3 13.47,6 | +13.05,6 |
| 24     | Zuid-Korea Jang Jiyeon Lee Yeong-Ae Choi Dujin Ji Won                                           | 7+12 1+3 2+3 - 3+3 1+3 - | 1:20.14,2 25.32,4 12.14,8 27.59,8 14.27,2 | +15.50,8 |